# 長崎與天草地方的潛伏基督徒相關遺產
長崎與天草地方的潛伏基督徒相關遺產（日语：／ Nagasaki to Amakusa chihō no Senpuku kirishitan kanren isan */?），或譯為長崎與天草地區的隱性基督徒關連遺產，是指位在日本長崎縣及熊本縣境內共12件與隱匿基督徒相關的史跡以及文化資產，包括了教堂、隱匿基督徒的聚落等。2018年6月30日在聯合國教科文組織第42屆世界遺產委員會上登錄為世界遺產。

## 概要
以長崎縣及熊本縣天草市內島原之亂的舞台、長崎縣南島原市的原城遺跡，以及位在長崎縣平戶市，信仰集中的平戶聖地與村落等的12項文化資產區塊構成。江戶幕府禁止信仰基督教的17世紀至19世紀，在長崎縣、熊本縣天草地區與傳統宗教及社會共存的同時，暗中持續守護信仰的基督徒所孕育出的獨特文化傳統。多個與潛伏200多年而後發現的「隱匿基督徒」（日语：隠れキリシタン；或譯為隱性基督徒）之相關史跡、文化資產為對象，因為在日本基督教歷史的重要地位等特點而獲得推薦。

## 構成資產
| 名稱                                   | 日語原名 | 所在地                   | 文化資產地位                           | 圖像                 |
| -------------------------------------- | -------- | ------------------------ | -------------------------------------- | -------------------- |
| 原城遺跡                               |          | 長崎縣南島原市           | 史跡                                   |                      |
| 平戶島的聖地與聚落（春日聚落與安滿岳） |          | 長崎縣平戶市             | 重要文化景觀                           |                      |
| 平戶島的聖地與聚落（中江之島）         |          | 長崎縣平戶市             | 重要文化景觀                           |                      |
| 天草的崎津聚落                         |          | 熊本縣天草市             | 重要文化景觀                           |                      |
| 外海的出津聚落                         |          | 長崎縣長崎市             | 重要文化財（出津教堂）、重要文化景觀   |                      |
| 外海的大野聚落                         |          | 長崎縣長崎市             | 重要文化財（大野教堂）                 |                      |
| 黑島的聚落                             |          | 長崎縣佐世保市           | 重要文化財（黑島天主堂）、重要文化景觀 |                      |
| 野崎島的聚落遺跡                       |          | 長崎縣北松浦郡小值賀町   |                                        | 舊野崎教會（日语：旧野首教会） |
| 頭島的聚落                             |          | 長崎縣南松浦郡新上五島町 | 重要文化財（頭島天主堂）、重要文化景觀 |                      |
| 久賀島的聚落                           |          | 長崎縣五島市             | 重要文化財（舊五輪教堂）、重要文化景觀 |                      |
| 奈留島的江上聚落                       |          | 長崎縣五島市             | 重要文化財（江上天主堂）、重要文化景觀 |                      |
| 大浦天主堂                             |          | 長崎縣長崎市             | 國寶                                   |                      |

## 登錄基準
長崎與天草地方的潛伏基督徒相關遺產因為符合下列標準，而被登錄為世界遺產：
- (iii) 能為一種現存或已消逝的文化傳統或文明提供一種獨特的，或至少是特殊的見證。